# Aiguefonde
Aiguefonde is een gemeente in het Franse departement Tarn (regio Occitanie) en telt 2631 inwoners (1999). De plaats maakt deel uit van het arrondissement Castres.

## Geografie
De oppervlakte van Aiguefonde bedraagt 19,1 km², de bevolkingsdichtheid is 137,7 inwoners per km².
De onderstaande kaart toont de ligging van Aiguefonde met de belangrijkste infrastructuur en aangrenzende gemeenten.

## Demografie
Onderstaande figuur toont het verloop van het inwonertal (bron: INSEE-tellingen).